# Чердак (фильм, 2005)
«Чердак» (яп. ロフト рофуто) — фильм ужасов, снятый в 2005 году японским режиссёром Киёси Куросавой.

## Сюжет
Популярная писательница Рэйко Хатуна (Мики Накатани) завершает очередной роман. Чтобы сконцентрироваться на работе, она просит своего издателя Кидзиму (Хидэтоси Насидзима) подыскать ей тихий уединённый дом с красивыми пейзажами. Вариант, предложенный Кидзимой, Рэйко приходится по вкусу: отдалённо расположенный старый дом на краю зелёных болот, на соседней территории — заброшенный кампус университета. В первую же ночь Рэйко видит, как некий мужчина заносит человеческое тело под покровом ночи в странное здание. Спустя несколько дней Рэйко выясняет, что это знаменитый археолог Макото Ёсиока (Эцуси Тоёкава), который год назад обнаружил прекрасно сохранившуюся мумию женщины в местных топях. Подруга рассказывает Рэйко, что, скорее всего, тысячу лет назад эта мумифицированная женщина покончила с собой и утопилась в болоте, поскольку по местным поверьям грязь способна сохранить красоту. Саму же Рэйко уже продолжительное время тошнит консистенцией, близкой к той самой грязи.
Пытаясь пролить свет на деятельность Ёсиоки, Рэйко забрасывает работу над романом и постепенно начинает сходить с ума. В доме ко всему прочему обнаруживается призрак девушки (Юми Адати), которая жила здесь до Рэйко и пропала без вести. Она также была писательницей, которой Кидзима посоветовал поселиться в этом доме. Всё, что от неё осталось, — груда старых вещей и черновая рукопись последней книги. Рэйко выдают эту рукопись за свою собственную, в то время как Ёсиока просит девушку подержать у себя мумию несколько дней из-за студентов-практикантов, которые должны со дня на день приехать.
Иногда к Рэйко вламывается её издатель, каждый раз объясняя, что дверь была открыта. Уровень тревоги девушки растёт, ей кажется, что призрак её преследует. Во второй части фильма рассказывается история убитой писательницы Аи. Её задушил издатель Кидзима, однако девушка выжила. Ёсиока, который нашёл и откачал девушку, принял её за ожившую мумию, которая хочет его убить, и закончил работу Кидзимы. Структура фильма начинает всё больше напоминать бульварные романы самой Рэйко. Кидзима пытается её убить, но полиция в последний момент его задерживает. Рэйко и Ёсиока, у которых начались отношения, сжигают мумию, чтобы упокоить её душу, и пытаются проверить, действительно ли Ёсиока убил Аю и утопил её тело в болоте или это были галлюцинации. Ящик, который они поднимают со дна, оказывается пуст. На мгновение героям кажется, что они победили проклятие, однако Ёсиока оступается и падает в болото. С другой стороны пристани поднимается тело Аи.

## В ролях
| Актёр              | Роль            |
| ------------------ | --------------- |
| Мики Накатани      | Рэйко Хатуна    |
| Эцуси Тоёкава      | Макото Ёсиока   |
| Хидэтоси Нисидзима | Коити Кидзима   |
| Юми Адати          | Ая              |
| Сава Судзуки       | Мэгуми Нономура |
| Харухико Като      | Мураками        |
| Рэн Осуги          | Хино            |

## Съёмки
Киёси Куросава снимал фильм на две камеры, одна из которых высокого разрешения (HD), вторая стандартная (DV), стоящие рядом. Разница в угле съемки была столь незначительна, что Куросава мог себе позволить играть этим эффектом. Объясняя свой интерес к жанру «кайдан» и женщинам-призракам, Куросава полагает, что угнетенное положение женщин в эпоху Эдо при жизни (XVII-XVIII вв.), делает их интересными посмертными персонажами, которые мстят.